# Carapur
Carapur är en ort i Indien.   Den ligger i distriktet North Goa och delstaten Goa, i den sydvästra delen av landet, 1 500 km söder om huvudstaden New Delhi. Carapur ligger 37 meter över havet och antalet invånare är 5 575.
Terrängen runt Carapur är platt åt nordväst, men åt sydost är den kuperad. Runt Carapur är det ganska tätbefolkat, med 124 invånare per kvadratkilometer. Närmaste större samhälle är Panaji, 18,9 km väster om Carapur. I omgivningarna runt Carapur växer huvudsakligen savannskog.